# Tour della nazionale maschile di rugby a 15 dell'Irlanda 1979
Nel 1979, la nazionale irlandese di "rugby a 15" si recò in tour in Australia per una serie di incontri in cui affrontò varie selezioni locali e per due volte la nazionale australiana.
Fu un tour carico di grandi risultati per i verdi d'Irlanda: conquistarono 7 successi su 8 partite, con due vittorie contro l'Australia e solo una sconfitta contro una selezione di Sydney, in un incontro in cui gli Irlandesi schierarono le seconde linee.

## Bilancio (tra parentesi i test match)
- Giocate: 8 (2)
- Vinte: 7 (2)
- Perse: 1 (0)
- Punti fatti 109 (36)
- Punti subiti 75 (9)

## Risultati
| Perth 20 maggio 1979 | Western Australia | 3 – 39 | Irlanda XV |  |

| Canberra 23 maggio 1979 | ACT | 7 – 35 | Irlanda XV |  |

| Sydney 26 maggio 1979 | New South Wales | 12 – 16 | Irlanda XV |  |

| Brisbane 29 maggio 1979 | Queensland | 15 – 18 | Irlanda XV |  |

| Brisbane 3 giugno 1979                                                                | Australia | 12 – 27                   | Irlanda | (Ballymore) |
| \| \| \| \| \| mete: trasf.: c.p.: Drop: \| Marcatori \| mete: trasf.: c.p.: Drop: \| |           |                           |         |             |
|                                                                                       |           |                           |         |             |
| mete: trasf.: c.p.: Drop:                                                             | Marcatori | mete: trasf.: c.p.: Drop: |         |             |

| Orange 5 giugno 1979 | NSW Country | 7 – 28 | Irlanda XV |  |

| Sydney 9 giugno 1979 | Sydney | 16 – 12 | Irlanda XV |  |

| Sydney 13 giugno 1979                                                                 | Australia | 3 – 9                     | Irlanda | (Cricket ground) |
| \| \| \| \| \| mete: trasf.: c.p.: Drop: \| Marcatori \| mete: trasf.: c.p.: Drop: \| |           |                           |         |                  |
|                                                                                       |           |                           |         |                  |
| mete: trasf.: c.p.: Drop:                                                             | Marcatori | mete: trasf.: c.p.: Drop: |         |                  |